# Quân Chu
Quân Chu là một xã ở phía tây nam của tỉnh Thái Nguyên, Việt Nam.

## Địa lý
Xã Quân Chu có vị trí địa lý:
- Phía đông giáp xã Phúc Thuận
- Phía tây giáp xã Vạn Phú và tỉnh Phú Thọ
- Phía nam giáp xã Phúc Thuận và tỉnh Phú Thọ
- Phía bắc giáp xã Vạn Phúc và xã Đại Phúc

Xã Quân Chu có diện tích 79,38 km², dân số năm 2025 là 13.096 người. Khu vực được định hướng phát triển mạng lưới công nghiệp của tỉnh: cụm công nghiệp Quân Chu, cụm công nghiệp Cát Nê - Vạn Phú. Là nơi có nguồn tài nguyên khoáng sản phục vụ phát triển công nghiệp và tiểu thủ công nghiệp, có nhiều điểm khai thác khoáng sản, vật liệu xây dựng và các cơ sở, làng nghề truyền thống sản xuất chè. Khu vực có điều kiện tự nhiên đặc trưng của vùng núi phía Đông Tam Đảo, phát triển kinh tế - xã hội gắn với cảnh quan của dãy núi Tam Đảo và hồ Núi Cốc, có điều kiện khí hậu, cảnh quan đẹp, có các điểm di tích để phát triển các loại hình du lịch cùng với phát triển nông, lâm nghiệp, thuỷ sản. Hạ tầng giao thông trên địa bàn xã có tuyến đường tỉnh 261.

## Lịch sử
Đầu thời Nguyễn, địa bàn Quân Chu thuộc làng Cát Nê, tổng Thượng Kết, huyện Phổ Yên. Đến đầu thế kỷ XX, làng Cát Nê được cắt chuyển sang châu Đại Từ và chia thành hai làng Cát Nê và Quân Chu, thuộc tổng Ký Phú.
Thời Chiến tranh Đông Dương, địa bàn xã Quân Chu từng là nơi đưa đón cán bộ cách mạng từ miền xuôi lên hoạt động ở Định Hóa, Tân Trào và ngược lại, thuộc vùng An toàn khu của chính quyền Việt Nam Dân chủ Cộng hòa. Theo chính sách xây dựng kinh tế sau năm 1954, ngày 15 tháng 11 năm 1957, một số đơn vị quân đội được điều động lên xây dựng nông trường Bắc Sơn, nằm trên địa bàn hai huyện Đại Từ và Phổ Yên.
Ngày 26 tháng 4 năm 1966, trên phần diện tích chuyên canh chè của nông trường Bắc Sơn, nông trường chè Quân Chu được thành lập. Bên cạnh đó, một bộ máy chính quyền đặc thù của các nông trường cũng ra đời. Ngày 27 tháng 10 năm 1967, thị trấn nông trường Quân Chu chính thức được thành lập, kiêm nhiệm công tác quản lý sản xuất và quản lý hành chính trên địa bàn nông trường, độc lập với chính quyền địa phương của xã Quân Chu. Năm 1992, bộ máy hành chính của thị trấn nông trường Quân Chu được tách ra, độc lập với bộ máy quản lý sản xuất của nông trường Quân Chu.
Ngày 13 tháng 1 năm 2011, chính phủ ban hành nghị quyết giải thể thị trấn nông trường Quân Chu, chuyển 735 người của thị trấn về xã Cát Nê quản lý, chuyển 3.654 người của thị trấn về xã Quân Chu quản lý và chuyển 429 người còn lại của thị trấn về xã Phúc Thuận quản lý. Trong cùng nghị quyết, thành lập thị trấn Quân Chu trên cơ sở điều chỉnh 227,5 ha diện tích tự nhiên và 397 người của xã Cát Nê, 907,81 ha diện tích tự nhiên và 3.639 người của xã Quân Chu. Sau khi sắp xếp, thị trấn Quân Chu có 11,8531 km² diện tích tự nhiên và 4.036 người. Xã Quân Chu còn lại 40,4019 km² diện tích tự nhiên và có 3.912 người.
Năm 2023, shập toàn bộ 40,67 km² diện tích tự nhiên và dân số 4.573 người của xã Quân Chu vào thị trấn Quân Chu. Sau khi nhập, thị trấn Quân Chu có diện tích tự nhiên là 53,18 km², quy mô dân số là 8.769 người.
Tháng 6 năm 2025, xã Quân Chu được thành lập trên cơ sở nhập toàn bộ diện tích tự nhiên, quy mô dân số của thị trấn Quân Chu (diện tích tự nhiên 53,19 km2;  dân số là 8.382 người); xã Cát Nê (diện tích tự nhiên 26,19 km2; dân số là 4.714 người) của huyện Đại Từ. Trụ sở làm việc của xã nằm tại trụ sở thị trấn Quân Chu cũ.

## Hành chính
Đến năm 2009, thị trấn Quân Chu gồm 15 xóm: từ Xóm 1 đến Xóm 8A, Xóm 8B, Xóm 9, Xóm 10, Cơ Khí Công Trình, Khu Vực Nhà Máy, Khe Cua, Khe Cua 2. Năm 2019, sáp nhập một số tổ dân phố thuộc thị trấn Quân Chu: sáp nhập hai tổ dân phố 8B và Khe Cua 1 thành tổ dân phố 1, sáp nhập tổ dân phố 10 vào tổ dân phố 2, sáp nhập một phần tổ dân phố Khe Cua 2 vào tổ dân phố 6, sáp nhập tổ dân phố 8 và phần còn lại của tổ dân phố Khe Cua 2 thành tổ dân phố 7.
Đến năm 2009, xã Quân Chu gồm 19 xóm: Hoà Bình 1, Hoà Bình 2, Xóm Vang, Xóm Đền, Vạn Thành 1, Vạn Thành 2, Hùng Vương, Dốc Vụ, An Thái, Tân Sinh, Cây Hồng, Vụ Tây, Tân Yên 1, Tân Yên 2, Chiếm 1, Chiếm 2, Tân Tiến 1, Tân Tiến 2, Hàng Sơn. Năm 2019, sáp nhập một số xóm thuộc xã Quân Chu: sáp nhập bốn xóm Hàng Sơn, Hùng Vương, Vạn Thành 1, Vạn Thành 2 thành xóm Tân Lập, sáp nhập hai xóm Hòa Bình 1 và Hòa Bình 2 thành xóm Hòa Bình, sáp nhập hai xóm Chiểm 1 và Chiểm 2 thành xóm Chiểm, sáp nhập hai xóm Tân Yên 1 và Tân Yên 2 thành xóm Tân Yên, sáp nhập hai xóm Tân Tiến 1 và Tân Tiến 2 thành xóm Tân Tiến, sáp nhập hai xóm Dốc Vụ và An Thái thành xóm Thống Nhất, sáp nhập ba xóm Tân Vinh, Cây Hồng, Vụ Tây thành xóm Tân Vinh.
Đến năm 2009, xã Cát Nê gồm 15 xóm: Trung Nhang, Đồng Nghè, Nương Cao, La Lang, Đầu Cầu, Lò Mật, Đồng Mương, Đồng Gốc, Gò Chẩu, La Vĩnh, Tân Phú, Nương Dâu, Đình, Thậm Thình, Tân Lập. Năm 2019, sáp nhập xóm Tân Lập vào xóm Nông Trường, sáp nhập xóm Nương Dâu vào xóm Đầu Cầu, sáp nhập hai xóm Đồng Mương và Tân Phú thành xóm Đồng Phú.